# JR 하카타 시티

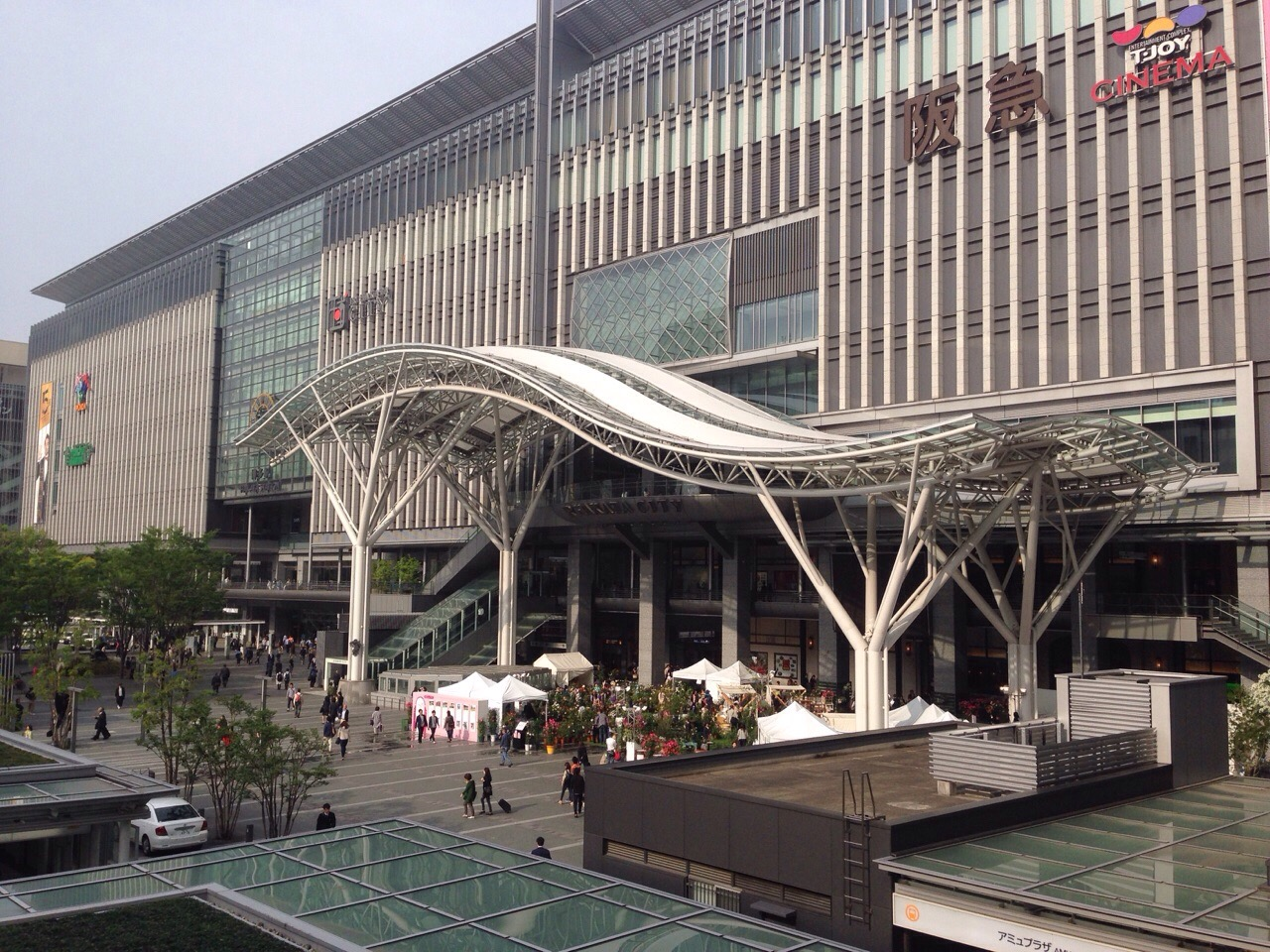
JR 하카타 시티

JR 하카타 시티(일본어: JR博多シティ)는 일본 후쿠오카현 후쿠오카시 하카타구에 있는 하카타역이 소재한 역 건물이자 대형 상업 시설이다. 큐슈여객철도의 자회사인 주식회사 JR 하카타 시티가 관리 및 운영한다. 쇼핑몰인 아뮤플라자 하카타랑 백화점인 하카타 한큐 등으로 구성된다.
2011년 8월, 옥상정원인 쓰마베노모리히로바, 타일 그림 아트 프로젝트가 브루넬상을 수상하였다.